# Cadillac DTS
A Cadillac DTS (Deville Touring Sedan) egy luxusautó, a márka zászlóshajója. A Cadillac Deville-t cserélte le 2006-ban követve a korábbi CTS és STS modellek elnevezési és formatervezési jegyeit.
Sajátos módon mutatták be az autót. Egy speciálisan felszerelt elnöki limuzint bocsátottak George W. Bush rendelkezésére 2005. január 20-án második elnöki beiktatása alkalmából. A „Stagecoach” kódnevű autó részletei titkosak voltak, feltételezések szerint páncélozott volt és fejlett kommunikációs rendszerrel rendelkezett. A szériamodellt február 9-én mutatták be a Chicagói Autókiállításon.
A Michigan állambeli Hamtramckben gyártják. A Luxury fantázianevű modell ára kb. 40000, a Performance verzióé kb. 50000 dollár. Észak-Amerika legkelendőbb nagyméretű luxuskocsija.
Az egyik komoly változtatás a Deville-hez képest az, hogy a limuzinok kivételével a hatüléses kiviteleket megszüntették. Ezen verziókat külön rendelésre továbbra is elkészítik. A DTS-L, a DTS hosszabb verziója 2007-től kapható. A kb. 15 cm-es növekedés a hátul utazók kényelmét szolgálja.
A DTS a General Motors legnagyobb szedánja, elsőkerékhajtású. A GM K-alvázára épül, a cég 32 szelepes Northstar V8-asa hajtja. A 275 lóerős teljesítmény 291-re nő a Performance verzióban. Az autó fel van szerelve nyolc légzsákkal, Xenon fényszórókkal, állítható bőrüléssel.
A fő riválisok a hátsókerékhajtású Lincoln Town Car és Chrysler 300.